# M. Larsen Vognmandsfirma A/S
M. Larsen Vognmandsfirma A/S er den danskejet vognmandsfirma. Det er et de største virksomheder i Danmark inden for håndtering og behandling af affald. M. Larsen betjener over 25 forskellige kommuner med indsamling af dagrenovation.
Hovedkontoret ligger i Brøndby ved København og der er afdelinger i Kvistgård, Amager, Næstved og Hedensted. 

## Historie
M. Larsen Vognmandsfirma A/S blev etableret i 1947 af Vognmand Morten Larsen. Fra begyndelsen har kerneområdet i virksomheden været renovations- og affaldskørsel. I 1995 overtog Claus Barslund virksomheden fra sin morfar Morten Larsen, og har siden været eneejer og administrerende direktør for M. Larsen Vognmandsfirma A/S. Siden 1996 har M. Larsen gennemgået en kraftig ekspansion fra en vognpark på 15 biler og 35 ansatte til i dag at have over 250 biler og har flere end 500 ansatte. Virksomhedens omsætning i 2012 rundede kr. 400 mio.